# Манжелиевский сельский совет
Манжелиевский сельский совет (укр. Манжеліївська сільська рада) — входит в состав
Глобинского района
Полтавской области
Украины.
Административный центр сельского совета находится в 
с. Манжелия.

## История
- 1918 — дата образования.

## Населённые пункты совета
- с. Манжелия
- с. Ветки
- с. Ламаное